# See U
See U는 대한민국의 여성 댄스 그룹이며, 지니(조진희), 지혜(김지혜), 수진(김수진)으로 구성되었다.

## 약력
1999년 정규 음반 《Love Story Vol 1》을 발표했다. 작곡가 김형석이 발굴한 그룹이자, 동아기획에서 첫선을 보인 댄스 그룹으로, 댄스곡 〈Love Story〉를 발표하였고 그 후 〈친구에서 연인으로〉라는 발라드곡을 선보였다.
하지만 1집 수록 두 곡 활동 이후, 추가 활동 없이 해체되었다.

## 음반
- 《Love Story Vol.01》 (1999년 6월) - 수록곡 (1. 정말이니? 2. Love Story 3. 친구에서 연인으로 4. Pleasure 5. 마주보기 6. Forever Friend 7. 슬픔이여 안녕 8. Missing You 9. 미워!미워! 10. Love Story (MR))